# Сърцебиене (графичен роман)
„Сърцебиене“ (на английски: Heartstopper) е поредица от графични романи и уебкомикси от британската писателка и илюстраторка Алис Осман. Графичните романи получават телевизионна адаптация по „Нетфликс“ със същото име, на която сценарист е Алис Осман, а режисьор – Еурос Лин.
Графичните романи проследяват живота на две момчета – Ник Нелсън и Чарли Спринг. Двамата се появяват първоначално в дебютния роман на Алис Осман – Solitaire.

## Главни герои
- Чарлз Спринг – главен герой. От началото на романа всички знаят, че той е гей.
- Никълъс Нелсън – гаджето на Чарли. Той е капитан на училищния отбор по ръгби.
- Ел Арджънт – една от най-добрите приятелки на Чарли. Тя е трансджендър.
- Тао Сю – един от най-добрите приятели на Чарли. Постепенно осъзнава, че има чувства към Ел.
- Виктория Спринг (Тори) – по-голямата сестра на Чарли. По специфичен начин проявява загриженост към близките си хора.

## Сюжет
Когато Чарли и Ник се срещат, двамата бързо се сприятеляват и Чарли осъзнава, че е сериозно привлечен от Ник. Той не допуска възможност за споделени чувства от момче, което е сериозен ръгби играч. Неочаквано и за двамата се оказва, че Ник не е толкова незаинтересован, колкото предполага имиджът му. Освен за тях комиксът разказва историята на много второстепенни герои и техните взаимоотношения.

## Томове
- Том 1 включва глави 1 и 2 от уебкомикса. В тях Чарли и Ник се срещат за първи път и се сближават.
- Том 2 включва глава 3 от уебкомикса. Ник започва да изпитва привличане към Чарли и поставя под съмнение сексуалността си.
- Том 3 включва глава 4 от уебкомикса. Ник и Чарли вече са официално заедно и заминават на училищна екскурзия в Париж. И двамата не са имали други сериозни интимни връзки преди това и за първи път им се налага да се справят със съпътстващите предизвикателства и проблеми, характерни за такива взаимоотношения.
- Том 4 включва глава 5 и 6 от уебкомикса. Ник се подготвя да каже на баща си за своята сексуалност, а Чарли се бори с психични заболявания.
- Том 5 е последният за графичния роман. Очаква се да излезе през февруари 2023 г.

## Телевизионна адаптация
През юли 2019 г. продуцентската компания See-Saw Films получава правата за адаптация на комикса. През януари 2021 г. „Нетфликс“ поръчва осем епизода и адаптацията влиза в продукция. Сериалът дебютира на 22 април 2022 г. с отличен отзив от критици и зрители и по-късно е подновен за втори и трети сезон.
На 28 април 2022 г. първият том на „Сърцебиене“ е преиздаден с нова корица, включваща Джо Лок и Кит Конър като Чарли и Ник, които пресъздават оригиналната илюстрация.

## В България
В България комиксите се публикуват под формата на графични романи от издателство Orange Books.